# Muhak Chach’o
Muhak Chach'o (ur. 1317, zm. 1405, 무학자초) – koreański mistrz sŏn.

## Życiorys
Muhak opuścił dom w wieku 18 lat i został mnichem u mistrza Soji, głównego ucznia Narodowego Nauczyciela (kor. kuksa) Haegama w klasztorze Songgwang. Studiował sutry u Hyemyonga i sŏn u Naonga Hyeguna (1320–1376), mistrza, który obok T'aego Poŭ wprowadził do Korei praktykę gong’anową szkoły linji.
Pewnego dnia Naong spytał Muhaka: Zhaozhou patrzył pewnego dnia na kamienny most w towarzystwie wędrownego mnicha zadał mu pytanie "Kto zrobił ten most?" Mnich odparł "Zrobił go pan Liying". Zhaozhou znów zapytał "Gdzie pan Li zaczął budować ten most?" Mnich nie potrafił odpowiedzieć.
Teraz ja pytam ciebie o to samo, co mi odpowiesz? Muhak bez słowa utworzył ze swoich dłoni kamień Naong powiedział "Dzisiaj przekonałem się, że nie zostałeś oszukany przez ten kongan." (chiń. Koan). Następnie przekazał Dharmę Muhakowi.
Po tym wydarzeniu Muhak udał się na górę Solbong, gdzie w mieszkał w jaskini i ubierał się w odzież z trawy. Żywił się sosnowymi igłami, kwiatami, korzeniami i dzikimi owocami. Tak żył przez 9 lat.
Następnie powrócił do normalnego mnisiego życia. Był jak "wielka góra": spokojny, łagodny w słowach i zachowaniu. Nigdy nie wydawał się poruszony zdarzeniami wokół niego. Pewnego dnia, gdy był w świątyni Pudo i siedział w medytacji, wybuchł pożar. Zapanowała ogólna panika i chaos; podczas całego zamieszania Muhak cały czas siedział nieporuszenie w medytacji.
W 1376 założył klasztor Ganwoldo.

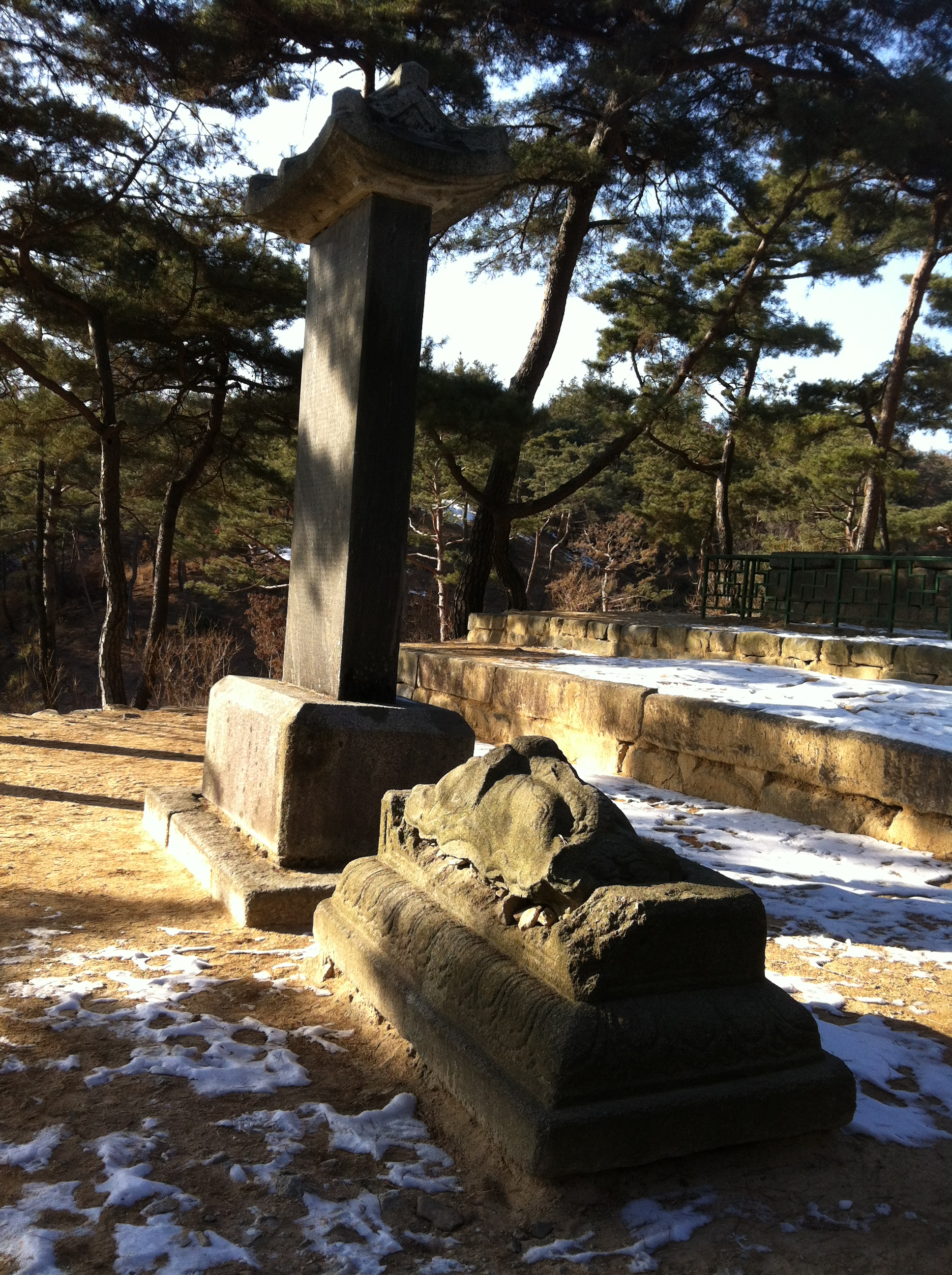
Stela mistrza sŏn Muhaka Chach'o
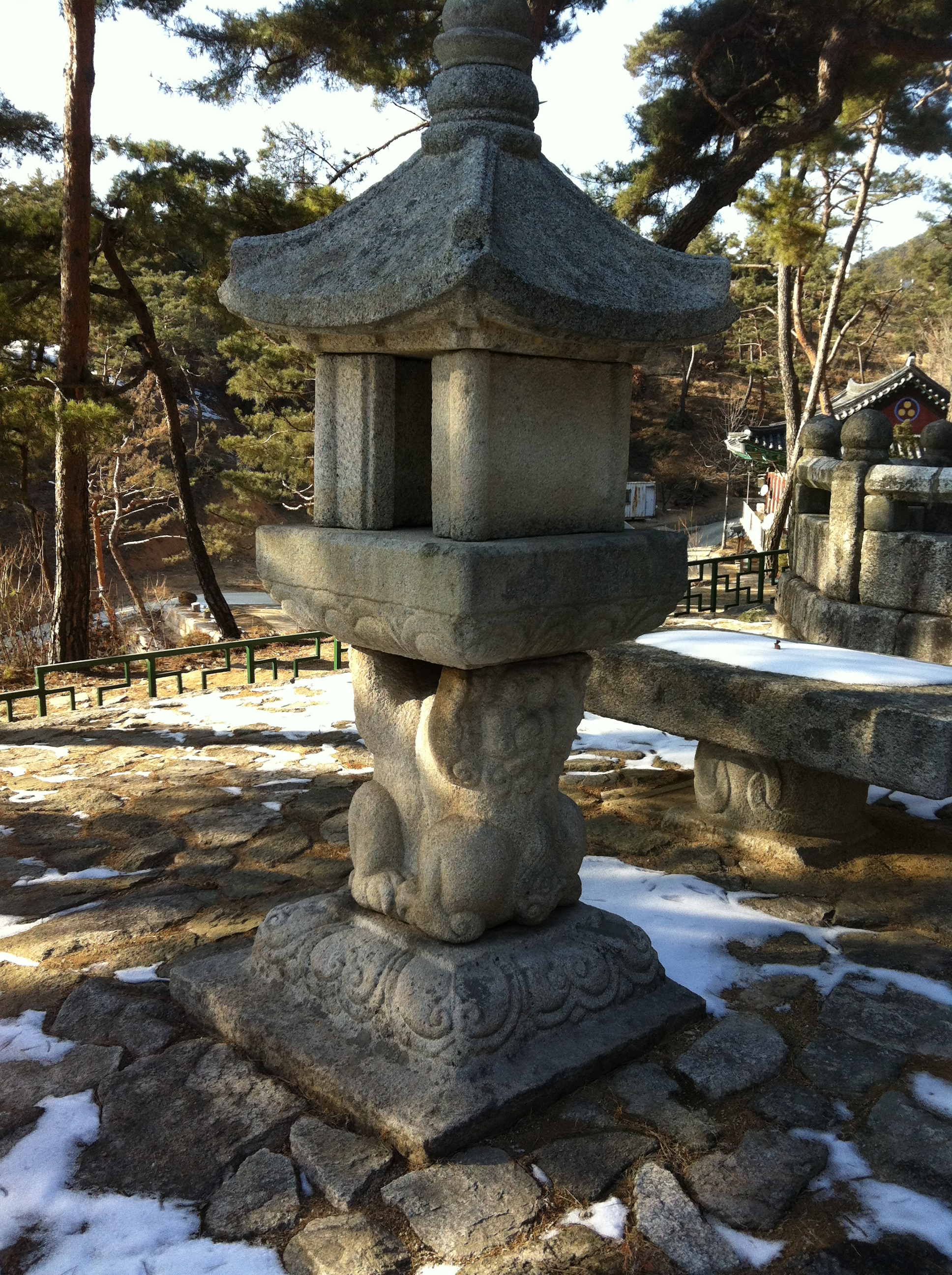
Kamienna latarnia dla mistrza sŏn Muhaka Chach'o
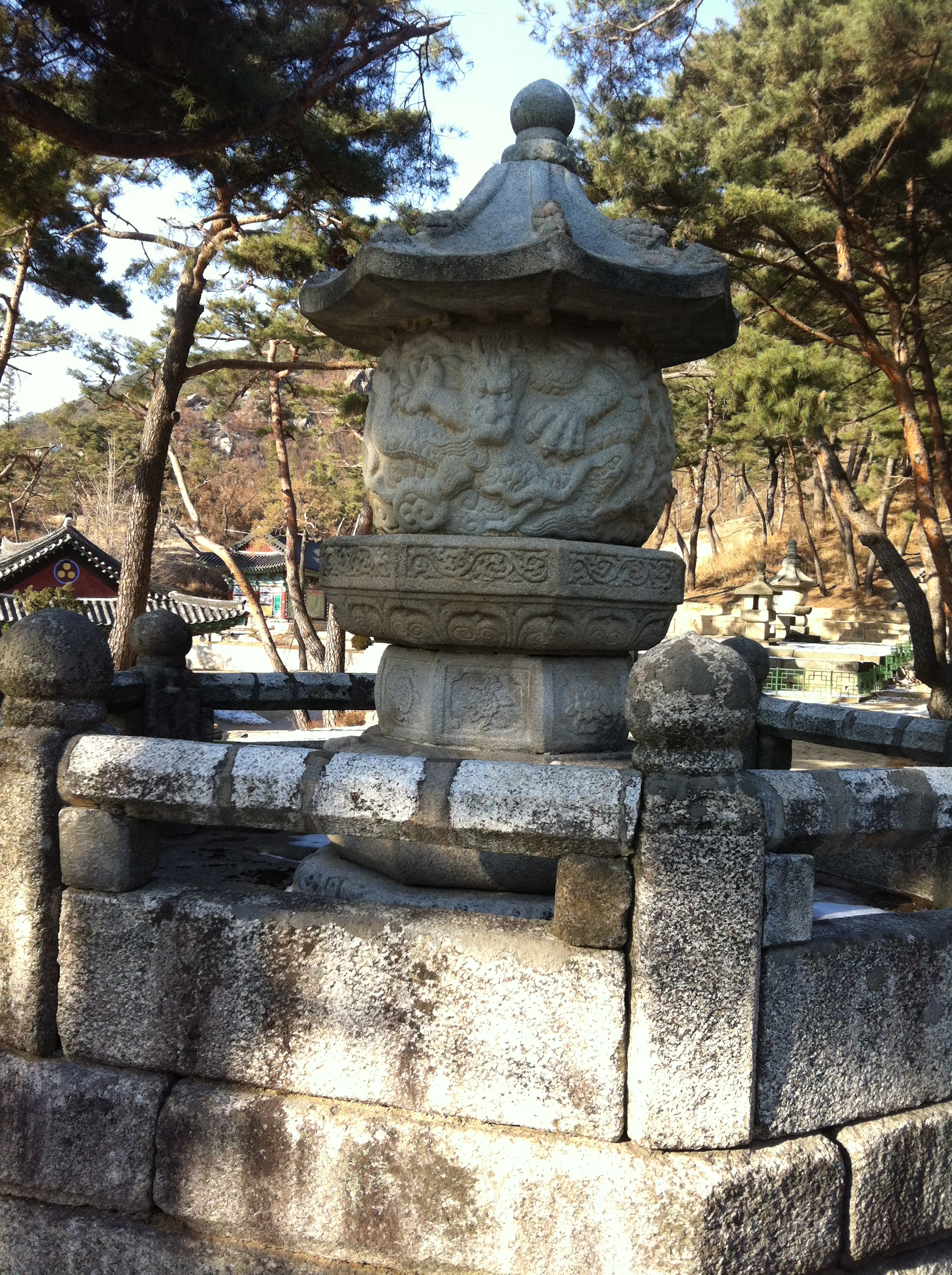
Stupa Muhaka Chach'o w Hoeam sa

Mistrz Muhak nawrócił na buddyzm króla Taejo (pan. 1392–1398), założyciela wrogiej buddyzmowi dynastii Yi (Chosŏn). Pomógł także wybrać odpowiednie miejsce na nową stolicę, dzisiejszy Seul.
Gdy Muhak był już w starszym wieku i chory, jego służący przyniósł mu lekarstwo, ale mistrz odmówił jego zażycia mówiąc "Stary człowiek po 80. nie potrzebuje lekarstw".
Pewnego razu mnich zapytał go: "Gdy cztery elementy – ziemia, woda, ogień i powietrze – które tworzą fizyczne ciało, rozdzielają się, gdzie idzie człowiek?" Muhak odparł "Sześć zmysłów jest pierwotnie pustych. Gdy cztery elementy rozdzielają się, jest to jak sen. Nie ma nic takiego jak przychodzenie i odchodzenie". Mnich spytał ponownie "Czy jest coś w tobie, co nie jest chore, chociaż jesteś teraz chory?" Muhak bez słowa wskazał na siedzącego przed nim mnicha. Mnich jednak był uparty "Ciało jest utworzone z czterech elementów, które są zniszczalne. Co jest Prawdziwym Ciałem?" Rozpościerając swoje ramiona Muhak powiedział "To jest Jedność". I natychmiast po wypowiedzeniu tych słów zmarł.
Jego najbardziej znanym uczniem był Hamhŏ Tŭkt'ong.

## Linia przekazu Dharmy zen
Pierwsza liczba oznacza liczbę pokoleń mistrzów od 1 Patriarchy indyjskiego Mahakaśjapy.
Druga liczba oznacza liczbę pokoleń od 28/1 Bodhidharmy, 28 Patriarchy Indii i 1 Patriarchy Chin.
Trzecia liczba oznacza liczbę pokoleń od 38/11/1 Linji Yixuana
Czwarta liczba oznacza początek linii przekazu w innym kraju
- 55/29/19 Qinghui Pingshan (bd)
  - 56/30/20/1 Naong Hyegŭn (1320–1376) Korea
    - 57/31/21/2 Muhak Chach'o (1317–1405)
      - 58/32/22/3 Hamhŏ Tŭkt'ong (1376–1433